# Olympische Sommerspiele 1924/Rudern – Vierer mit Steuermann
Die Ruderregatta im Vierer mit Steuermann bei den Olympischen Sommerspielen 1924 wurde vom 13. bis 17. Juli auf der Seine ausgetragen.

## Ergebnisse

### Halbfinale

#### Halbfinale 1
| Rang | Nation             | Athleten                                                                                   | Zeit       | Anmerkung |
| ---- | ------------------ | ------------------------------------------------------------------------------------------ | ---------- | --------- |
| 1    | Vereinigte Staaten | Edward Mitchell Henry Welsford Bob Gerhardt Sid Jelinek John Kennedy (Steuermann)          | 7:19,0 min | Q         |
| 2    | Belgien            | Lucien Brouha Victor Denis Jules George Marcel Roman Carlos Van den Driessche (Steuermann) | 7:29,0 min | H         |
| 3    | Spanien            | Leandro Coll Jaime Giralt Ricardo Massana Luis Omedes Josep Balcells (Steuermann)          | 7:34,0 min |           |

#### Halbfinale 2
| Rang | Nation         | Athleten                                                                                          | Zeit       | Anmerkung |
| ---- | -------------- | ------------------------------------------------------------------------------------------------- | ---------- | --------- |
| 1    | Frankreich     | Eugène Constant Louis Gressier Georges Lecointe Raymond Talleux Marcel Lepan (Steuermann)         | 7:10,0 min | Q         |
| 2    | Großbritannien | Vince Boveington Bernard Croucher Thomas Monk John Townend Harry Barnsley (Steuermann)            | 7:21,6 min | H         |
| 3    | Polen          | Henryk Fronczak Edmund Kowalec Józef Szawara Władysław Nadratowski Antoni Brzozowski (Steuermann) | unbekannt  |           |

#### Halbfinale 3
| Rang | Nation  | Athleten                                                                                           | Zeit       | Anmerkung |
| ---- | ------- | -------------------------------------------------------------------------------------------------- | ---------- | --------- |
| 1    | Italien | Renato Berninzone Marcello Casanova Gastone Cerato Jean Cipollina Massimo Ballestrero (Steuermann) | 7:13,0 min | Q         |
| 2    | Ungarn  | Lajos Wick István Szendeffy Sándor Hautzinger Zoltán Török Károly Koch (Steuermann)                | 7:13,8 min | H         |

#### Halbfinale 4
| Rang | Nation      | Athleten                                                                                           | Zeit       | Anmerkung |
| ---- | ----------- | -------------------------------------------------------------------------------------------------- | ---------- | --------- |
| 1    | Niederlande | Johannes Brandsma Jacob Brandsma Dirk Fortuin Jean-Baptiste van Silfhout Louis Dekker (Steuermann) | 7:08,0 min | Q         |
| 2    | Schweiz     | Émile Albrecht Alfred Probst Eugen Sigg Hans Walter Walter Loosli (Steuermann)                     | 7:12,2 min | H         |

### Hoffnungslauf
| Rang | Nation         | Athleten                                                                                   | Zeit       | Anmerkung |
| ---- | -------------- | ------------------------------------------------------------------------------------------ | ---------- | --------- |
| 1    | Schweiz        | Émile Albrecht Alfred Probst Eugen Sigg Hans Walter Walter Loosli (Steuermann)             | 7:27,2 min | Q         |
| 2    | Großbritannien | Vince Boveington Bernard Croucher Thomas Monk John Townend Harry Barnsley (Steuermann)     | 7:33,0 min |           |
| 3    | Ungarn         | Lajos Wick István Szendeffy Sándor Hautzinger Zoltán Török Károly Koch (Steuermann)        | unbekannt  |           |
| 4    | Belgien        | Lucien Brouha Victor Denis Jules George Marcel Roman Carlos Van den Driessche (Steuermann) | unbekannt  |           |

### Finale
| Rang | Nation             | Athleten                                                                                           | Zeit       |
| ---- | ------------------ | -------------------------------------------------------------------------------------------------- | ---------- |
| 1    | Schweiz            | Émile Albrecht Alfred Probst Eugen Sigg Hans Walter Émile Lachapelle (Steuermann)                  | 7:18,4 min |
| 2    | Frankreich         | Eugène Constant Louis Gressier Georges Lecointe Raymond Talleux Marcel Lepan (Steuermann)          | 7:21,6 min |
| 3    | Vereinigte Staaten | Edward Mitchell Henry Welsford Bob Gerhardt Sid Jelinek John Kennedy (Steuermann)                  | unbekannt  |
| 4    | Italien            | Renato Berninzone Marcello Casanova Gastone Cerato Jean Cipollina Massimo Ballestrero (Steuermann) | unbekannt  |
|      | Niederlande        | Johannes Brandsma Jacob Brandsma Dirk Fortuin Jean-Baptiste van Silfhout Louis Dekker (Steuermann) | DNF        |